# 中山幸一
中山 幸一（なかやま こういち、1968年6月4日 - ）は、日本の元俳優。東京都出身。

## 来歴・人物
東京都立光丘高等学校、駒澤大学卒業。身長180cm、体重67kg。以前はエスプレイングに所属していた。
モデル活動を経て、1990年に俳優デビュー。1991年には『特救指令ソルブレイン』（テレビ朝日系）に主演の西尾大樹 / ソルブレイバー役を演じた。後年のインタビューでは、演技もアクションも初めてであったため、慣れる前に終わってしまったと述べている。
その後もテレビドラマ、映画で活躍するが、2005年に所属事務所を離れ、芸能界を引退した。
2021年1月31日に開催した宮内タカユキONLINE LIVE 2021『あれから30年』のシークレットゲストとして久々に登場し、主役を務めたソルブレインの主題歌を担当した宮内タカユキ、同番組で共演した香川竜馬役の山下優と久々の再会を果たした。
同年6月5日に開催した宮内タカユキONLINE LIVE 2021『あれから30年☆Part 2』で山下優、中西真美とともに登場した。
特技は水泳、アクション。

## 出演

### テレビドラマ
- あの頃に会いたい（1991年、NHK-BS2）
- 特救指令ソルブレイン（1991年 - 1992年、テレビ朝日） - 西尾大樹 / ソルブレイバー 主演
- 六つの離婚サスペンス / さらば、いとわしきものよ（1992年、関西テレビ放送）
- 世にも奇妙な物語 / いいかげん（1992年、フジテレビ）
- 夜に抱かれて（1994年、NTV）
- 月曜ドラマスペシャル / ブライダルコーディネーターの事件簿 疑惑の花嫁（1997年、TBS）
- ドンウォリー!（1998年、KTV）
- お仕事です! 第6話「太り過ぎた女」（1998年、CX）
- 仮面ライダーガッチャード 第41話（2024年6月23日、テレビ朝日）

### 映画
- ゴールドラッシュ（1990年、東映）
- 天国の大罪（1992年、東映）
- さまよえる脳髄（1993年、ヒーロー）

### オリジナルビデオ
- 異常愛（1996年、ビームエンタテインメント）
- 日本暴力地帯2（1998年、GPミュージアム）

### CM
- カルビー かっぱえびせん
- 三菱自動車工業
- 日本マクドナルド
- 花王
- 大和証券